# Encentrum mariae
Encentrum mariae är en hjuldjursart som beskrevs av Koniar 1957. Encentrum mariae ingår i släktet Encentrum och familjen Dicranophoridae. Inga underarter finns listade i Catalogue of Life.